# شعار إندونيسيا
شعار إندونيسيا يحتوي على جارودا ودرع شعاري على صدره وفيه بعض رموز الوحدة وتحت جارودا توجد لفافة مكتوب عليها عبارة (Bhinneka Tunggal Ika) وتعني باللغة الجاوية القديمة «الوحدة في التنوع» أعتمد الشعار كشعار إندونيسيا الوطني في 11 فبراير من عام 1950.

## المعرض

شعار مملكة ماجاباهيت
شعار جزر الهند الشرقية أثناء شركة الهند الشرقية الهولندية (1602-1799)
شعار الهند الشرقية الهولندية (1800-1949)
جمهورية لانفانغ
شعار سلطنة رياو-لينقا
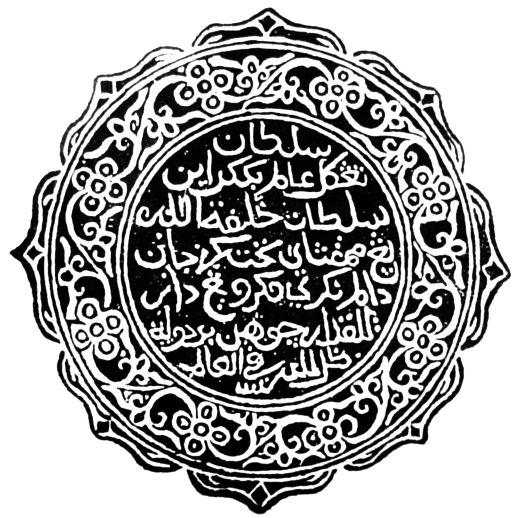
شعار مملكة باغارويونغ
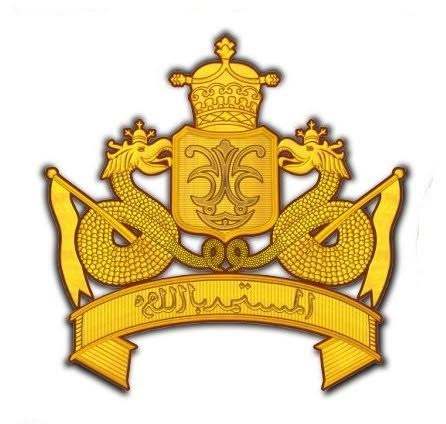
شعار سلطنة سياك سري إندرابورا
شعار سلطنة بونتياناك
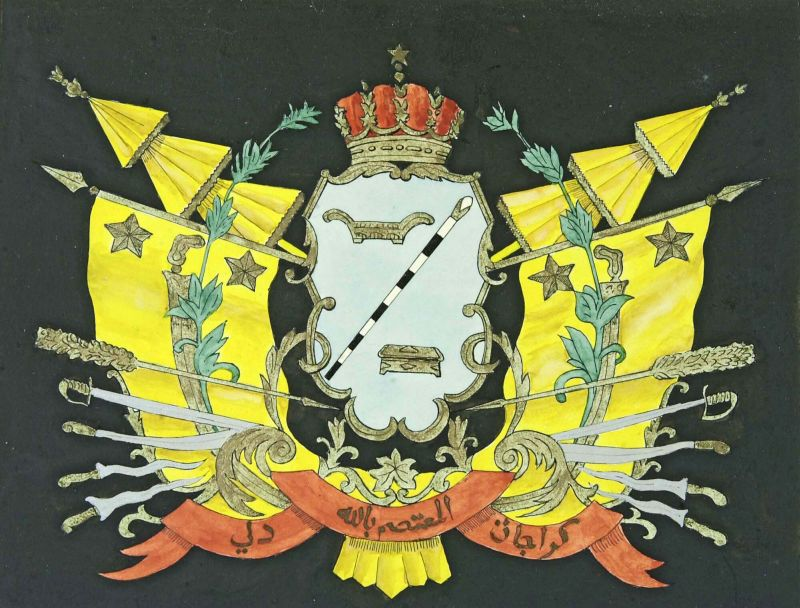
شعار سلطنة دلي
شعار سلطنة سوراكارتا
دولة إندونيسيا الإسلامية
شعار جمهورية جنوب مالوكو (1950-1963)